# Джордж Гардвік
Джордж Гардвік (англ. George Hardwick, нар. 2 лютого 1920, Солтберн-бай-зе-Сі — пом. 19 квітня 2004, Стоктон-он-Тіс) — англійський футболіст, що грав на позиції захисника. По завершенні ігрової кар'єри — футбольний тренер.
Виступав за клуби «Мідлсбро» та «Олдем Атлетик», а також національну збірну Англії, у складі якої зіграв 13 матчів та був капітаном. Входить до числа 10 легенд клубу «Мідлсбро» і 100 легенд Футбольної ліги.
Тренував «Олдем Атлетик» (як граючий тренер), збірну Нідерландів, ПСВ Ейндговен, «Сандерленд» і «Гейтсгед».

## Клубна кар'єра
Джордж Гардвік народився в родині електрика та шкільної вчительки 2 лютого 1920 року в приморському курортному містечку Солтберн-бай-зе-Сі. Після закриття шахти, на якій працював батько Джорджа, сім'я опинилася за межею бідності, батькам доводилося голодувати, щоб хоч якось прогодувати сина.
У 13 років Гардвік став гравцем молодіжного складу «Мідлсбро», а в квітні 1937 року уклав з командою професійний контракт за який отримав 5 фунтів стерлінгів, в своєму дебютному матчі він відзначився голом у свої ворота.
З початком Другої світової війни Гардвік записався в ВВС, навчався на стрільця. Під час німецького нальоту на авіабазу в Бедфордширі він мало не загинув, пізніше став сержантом в бомбардувальному командуванні ВПС.

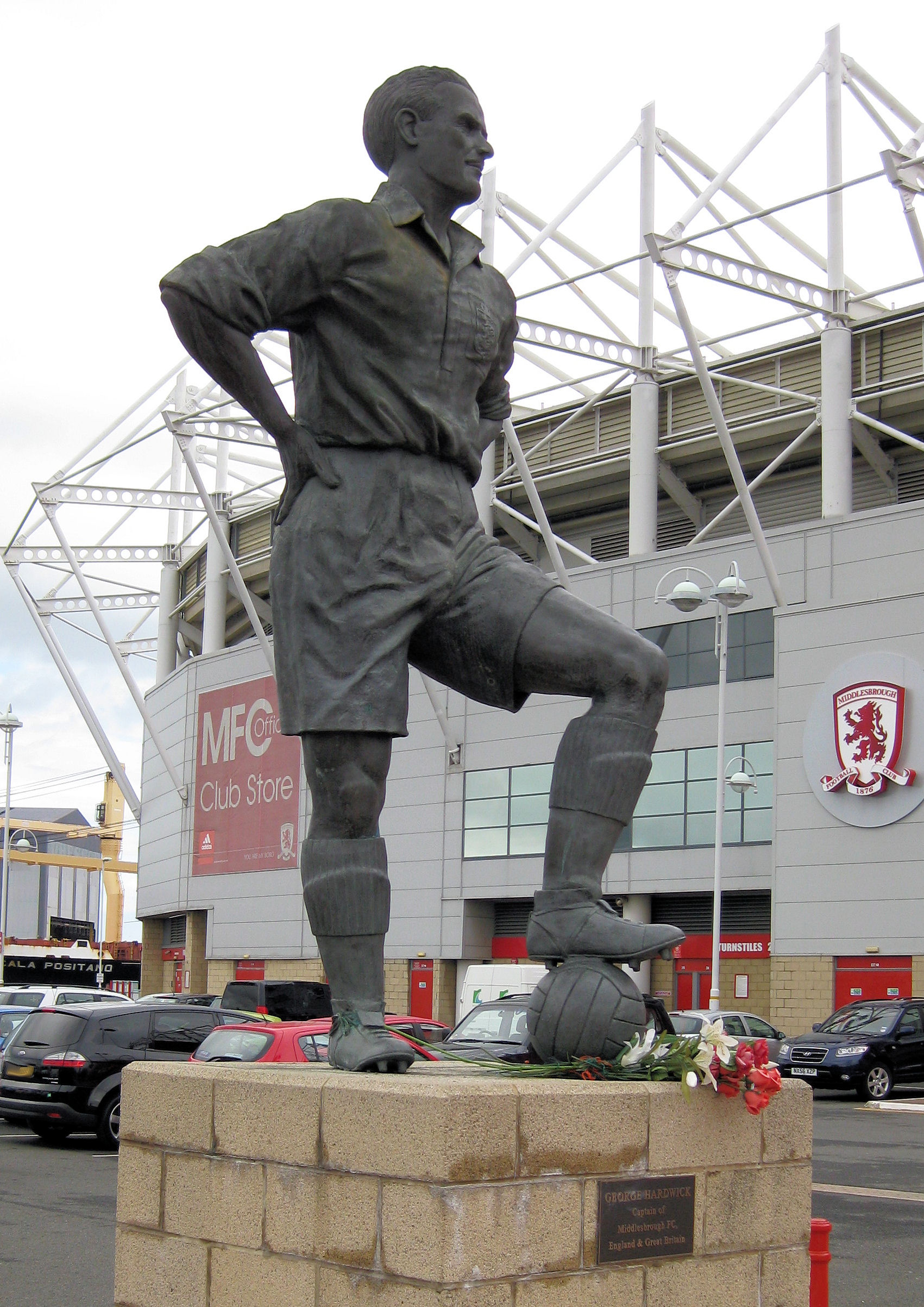
Пам'ятник Джорджу Гардвіку біля стадіону «Ріверсайд» в Мідлсбро.

У роки війни грав у футбол за лондонський «Челсі», двічі брав разом з командою участь у фіналі Кубка Вемблі, а також зіграв 17 матчів за збірну Англії. Ці матчі не були офіційними, а проводилися для підняття бойового духу солдатів. Після закінчення війни керівництво «Челсі» мало намір придбати Гардвіка та готове було віддати за гравця будь-які гроші, але в Мідлсбро відмовилися продавати свого провідного гравця.
На клубному рівні Гардвік провів 166 матчів та забив 5 голів за «Мідлсбро», а з 1950 по 1956 роки був граючим тренером «Олдем Атлетика», за який зіграв у цілому 190 матчів, в яких забив 14 голів. Гардвік переважно грав на позиції лівого захисника, хоча іноді займав місце на правому фланзі, проте в своєму першому сезоні за Олдем він часто грав у нападі.

## Виступи за збірну
1946 року Гардвік став капітаном збірної Англії, не маючи в активі жодного офіційного матчу за національну команду. Всього він провів за англійську збірну 13 матчів, усі в статусі капітана, в них Англія здобула 10 перемог, включаючи розгром збірної Португалії з рахунком 10:0 в травні 1947 року. Сам Гардвік згадував, що був жорстким та вимогливим капітаном, який не давав спуску своїм партнерам по збірній. 1947 року Гардвік як капітан вивів збірну Великої Британії на матч зі збірною ФІФА, що закінчився перемогою британців з рахунком 6:1. Через травму кар'єра Гардвіка у збірній тривала недовго, він пропустив європейське турне та тріумфальну перемогу над італійцями в Турині.
На думку Біллі Райта, який змінив його на посту капітана збірної, Гардвік не був по достоїнству оцінений як гравець. Гравець англійської збірної Том Фінні назвав Гардвіка найкращим захисником, проти якого йому доводилося грати.

## Кар'єра тренера
Після завершення кар'єри гравця Гардвік тренував футбольну команду 7-ї армії США в Німеччині, клуб ПСВ Ейндховен та збірну Нідерландів, керував молодіжною командою «Мідлсбро».
У листопаді 1964 року він був призначений головним тренером «Сандерленда», але, хоча клуб під його керівництвом показував найкращі результати за весь післявоєнний період, керівництво відправило його у відставку через 169 днів після призначення. При Гардвіку почалася тренерська кар'єра Браяна Клафа, якого він призначив тренером молодіжної команди «Сандерленда». Після звільнення з «Сандерленда» Гардвік тренував скромний клуб «Гейтсгед», після чого завершив тренерську кар'єру.
Джордж Гардвік був двічі одружений, мав двох синів від першого шлюбу. Помер 19 квітня 2004 року на 85-му році життя після тривалої хвороби. Входить до списку «100 легенд Футбольної ліги».